# Порядки величин (довжина)

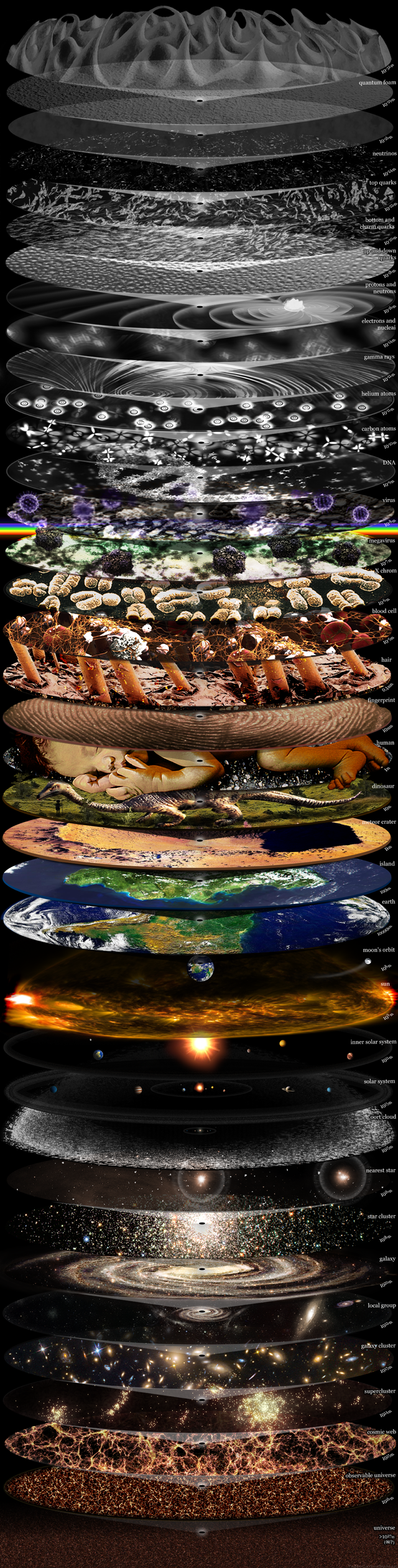
Візуалізація. Об'єкти, що мають розміри різних порядків.

## Загальний огляд
В таблиці наведені приклади довжини по порядку величини.
| Масштаб                 | Порядок величини (м)           | Одиниці | Приклади                                                                           |
| ----------------------- | ------------------------------ | ------- | ---------------------------------------------------------------------------------- |
| Планківський            | ？ — 10−35                     | ℓP      | квантова піна                                                                      |
| Субатомний              | 10−35 — 10−15                  | ам      | електрон, кварк, струна                                                            |
| Атомний та молекулярний | 10−15 — 10−12                  | фм      | атомне ядро, протон, нейтрон                                                       |
| Атомний та молекулярний | 10−12 — 10−9                   | пм      | довжина хвилі гамма- та рентгенівського випромінювання, атом водню                 |
| Атомний та молекулярний | 10−9 — 10−6                    | нм      | подвійна спіраль ДНК, віруси, довжина хвилі оптичного спектру                      |
| Побутовий               | 10−6 — 10−3                    | мкм     | бактерія, краплинка води туману, діаметр волосинки                                 |
| Побутовий               | 10−3 — 100                     | мм, см  | бджола, м'яч для гольфу, цеглина, кошеня звичайне, скрипка, футбольний м'яч        |
| Побутовий               | 100 — 103                      | м       | віолончель, людина, машина, кит, футбольне поле, Єгипетські піраміди               |
| Побутовий               | 103 — 106                      | км      | висота Евересту, довжина Біломорканалу, середній астероїд                          |
| Астрономічний           | 106 — 109                      | Мм      | радіус Землі, одна світлова секунда, радіус орбіти Місяця, радіус Сонця            |
| Астрономічний           | 109 — 1012                     | Гм      | одна світлова хвилина, орбіта Землі, довжина хвоста комети                         |
| Астрономічний           | 1012 — 1015                    | Тм      | орбіти планет-гігантів, сонячна система                                            |
| Астрономічний           | 1015 — 1018                    | Пм      | один світловий рік; відстань до Проксими Центавра                                  |
| Астрономічний           | 1018 — 1021                    | Ем      | товщина нашої галактики                                                            |
| Астрономічний           | 1021 — 1024                    | Зм      | галактика Чумацький Шлях, відстань до галактики Андромеди                          |
| Астрономічний           | 1024 — {\displaystyle \infty } | Йм      | Велетенська група квазарів, Велика стіна Геркулес-Північна Корона, видимий Всесвіт |

## Субатомний масштаб

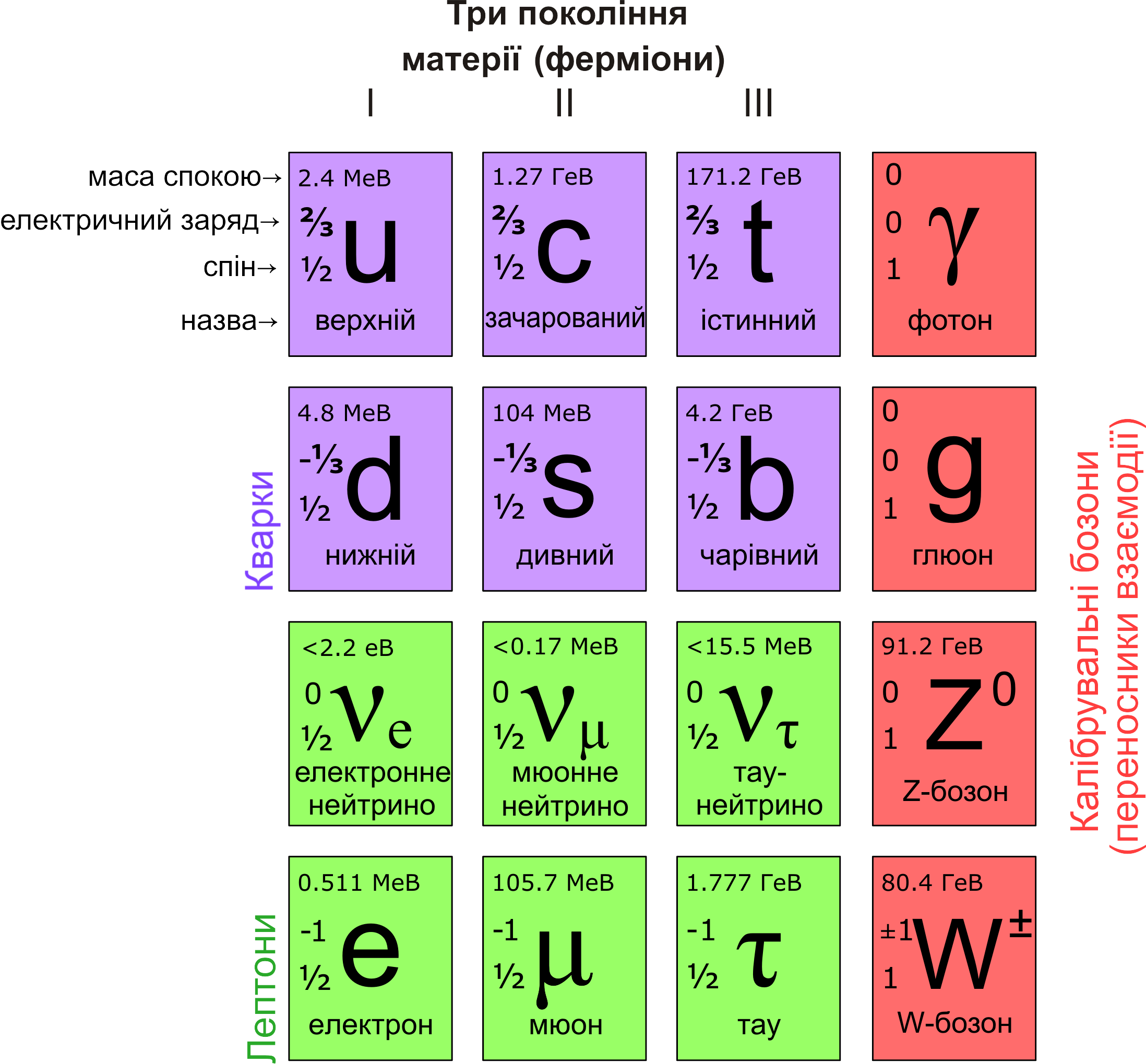
Таблиця елементарних часток в стандартній моделі

Кварки у складі протона (~1.75 фм)

### Менше 10−21м
= 1× 10-35 м — 1× 10-21 м
- довжина Планка — 1.62× 10−35 м; характерний масштаб гіпотетичної петльової квантової гравітації, розміри гіпотетичної струни або брани; довжини менші за цю не мають фізичного сенсу. Вважається, що на цих масштабах проявляються ефекти квантової піни.
- 1 йм (йоктометр) — 1× 10-24 м
- 20 йм (2× 10-23 м) — ефективний радіус перерізу нейтрино з енергіями 1 МеВ[2]

### 10−21м— 10−18м
- 1 зм (зептометр) — 1× 10-21 м
- 1 зм — преони, гіпотетичні частинки, що утворюють кварки і лептони; верхня межа товщини космічної струни у теорії струн.
- 7 зм (7× 10-21 м) — ефективний радіус перерізу високоенергійних нейтрино[3]
- 310 зм (3.10× 10-19 м) — довжина хвилі де Бройля для протонів у Великому адронному колайдері (4 ТеВ на 2012 рік)

### 10−18м— 10−16м
- 1 ам (атометр, 1× 10-18 м) — верхня межа розміру кварків та електронів
- 1 ам — чутливість детектора LIGO для детектування гравітаційних хвиль
- 1 ам — верхня межа характерного розміру «фундаментальної струни»
- 10 ам — діапазон слабкої взаємодії

## Атомний та молекулярний масштаби

Атом водню (50 пм): протон (1.75 фм) оточений електронною хмарою; діаметр електрона — 5.62 фм

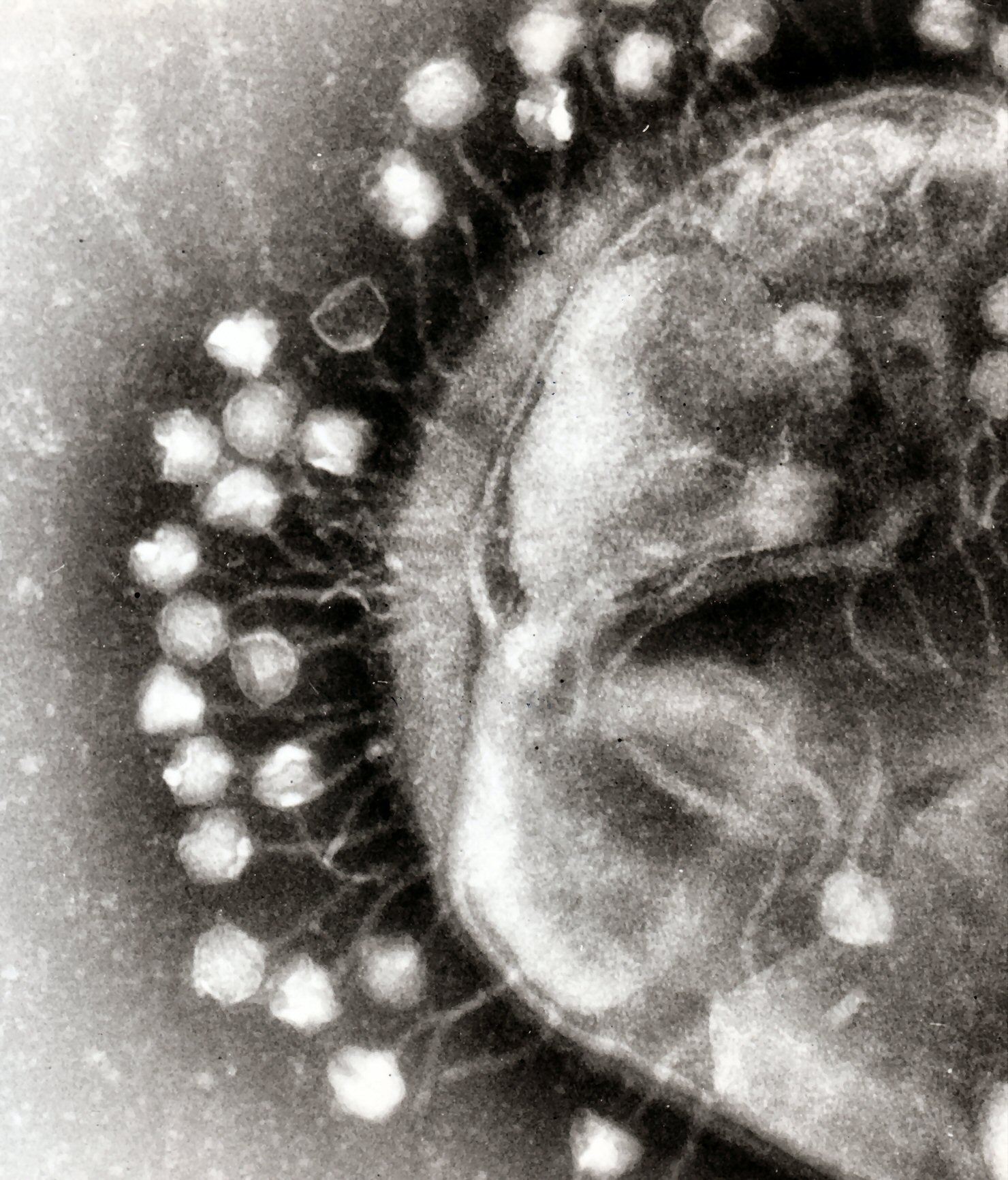
Бактерія (~500 нм) і віруси-бактеріофаги (~40 нм), що її атакують, проникаючи крізь клітинну мембрану (~6 нм)

### 1 фм— 1 пм
= 1× 10-15 м — 1× 10-12 м
- 1.75 фм (1.5× 10−15 м) — діаметр протона[4]
- 2.81794 фм — класичний радіус електрона[5]
- ~фм — розміри атомного ядра[6]

### 1 пм— 1 нм
= 1× 10-12 м — 1× 10-9 м
- 1 пм (пікометр — 1× 10−12 м) — найдовша довжина хвилі гамма-випромінювання
- 2.4 пм — комптонівська довжина хвилі електрона
- 5 пм — довжина хвилі жорсткого рентгенівського випромінювання
- 25 пм — ковалентний радіус атома водню
- 30-300 пм — радіуси атомів різних елементів (наприклад, 31 пм для гелія)
- 53 пм — радіус Бора
- 1 Å — 1 ангстрем = 1× 10−10 м = 100 пм (також ковалентний радіус атома сірки[7])
- 154 пм — характерна довжина ковалентного зв'язку (C-C)
- 500 пм (0.5 нм) — товщина α-спіралі білків

### 1 нм— 1 мкм
= 1× 10-9 м — 1× 10-6 м
- 1 нм (нанометр) — 1× 10−9 м
- 1 нм — діаметр вуглецевої нанотрубки[8]
- 2.5 нм — товщина оксидної плівки у каналі найменшого (на січень 2007 року) польового транзистора у мікропроцесорі
- 6-10 нм — товщина клітинної мембрани
- 10 нм — товщина клітинної стінки у грам-негативної бактерії
- 40 нм — довжина хвилі жорсткого ультрафіолету
- 90 нм — вірус іммунодефіциту людини (СНІД) (взагалі, віруси мають розміри від 20 нм до 450 нм)
- 121.6 нм — довжина хвилі ультрафіолетової спектральної лінії Лайман-альфа[9]
- 380–435 нм — довжина хвилі світла фіолетового кольору — див. колір та оптичний спектр
- 625–740 нм — довжина хвилі світла червоного кольору

## Побутовий масштаб

### 1 мкм— 1 мм
= 1× 10-6 м — 1× 10-3 м
- 1 мкм (мікрометр) — 1× 10−6 м; інша назва — мікрон
- 1-3 мкм — мінімальний розмір частинок, які відфільтровуються хірургічною маскою з ефективністю 80-95%
- 6-8 мкм — діаметр еритроцитів — червоних клітин крові людини[10]
- 10 мкм — типовий розмір краплини туману або хмари
- 12 мкм — товщина акрилового волокна
- 25,4 мкм — міл, в англійській системі мір 1/1000 дюйма
- 100 мкм — середня товщина волосинки людини
- 200 мкм — довжина Paramecium (інфузорії туфельки), одноклітинного організма
- 750 мкм — діаметр Thiomargarita namibiensis, гігантської протеобактерії

### 1 мм— 1 м
= 1× 10-3 м — 1× 100 м
- 1 мм (міліметр) — 1× 10−3 м
- 1,2 мм — товщина монети вартістю одна копійка випуску 1996 р.
- 5 мм — розмір червоної мурахи
- 1 см (сантиметр) — 1× 10−2 м
- 1 дюйм = 2,54 см, англійська / американська міра довжини
- 2,6 см — діаметр монети вартістю 1 гривня
- 8,5 см — довжина довгої сторони кредитної картки (8,5 x 4,5 см)
- 1 дм (дециметр) — 1× 10−1 м
- 1 фут = 30,48 см, 1 ярд = 91,44 см: англійські / американські міри довжини

### 1 м— 1 км
= 1× 100 м — 1× 103 м
- 1,21 м — довжина віолончелі
- 1,7 м — середній ріст людини
- 3,708 м — довжина автомобіля «Таврія» 1988 р. виробництва
- 26-27 м — довжина дорослої особини синього кита
- 90 × 120 м — розміри футбольного поля
- 227 м — довжина бокової грані піраміди Хеопса
- 270 м — розміри астероїда Апофіс

### 1 км— 1000 км
= 1× 103 м — 1× 106 м
- 1 км (кілометр) — 1× 103 м
- 1 миля (статутна) = 1609,344 м
- 8848,43 м — висота Джомолунгми[11]
- 30,86 км — розміри астероїда 2983 Полтава[12]
- 227 км — довжина Біломорсько-Балтійського каналу

## Астрономічний масштаб

### 1000 км— 1 000 000 км
= 1× 106 м — 1× 109 м
- 1 738 км — радіус Місяця[13]
- 6 365,777 км — екваторіальний радіус Землі[14]
- 69 911 км — середній радіус Юпітера
- 299 792,5 км — одна світлова секунда
- 384 399 км — велика піввісь орбіти Місяця навколо Землі
- 696 342 км — екваторіальний радіус Сонця

### 1 Гм— 1000 Гм
= 1× 109 м — 1× 1012 м
- 1 Гм (гігаметр) — 1× 109 м
- 1,3 Гм — діаметр Сонця
- 9,6 Гм — діаметр блакитного гіганта Спіка А
- 1 світлова хвилина = 1,798755× 1010 м = 17,987550 Гм
- 49,4 Гм — діаметр червоного гіганта Альдебаран
- ~100 Гм — довжина хвоста комети
- 149 598 261 км (≈150 Гм) — велика піввісь орбіти Землі[14]
- 1 а.о. — 149 597 870 700 м (рівно)
- 2,361 а.о. = 353.2 Гм: велика піввісь орбіти астероїда Веста
- 778,5 Гм — радіус орбіти Юпітера

### 1000 Гм— 1 св.рік
= 1× 1012 м — 9,46× 1015 м
- 1 Тм (тераметр) — 1× 1012 м
- 1,4 Тм — велика піввісь орбіти Сатурна
- 5,87 Тм — велика піввісь орбіти Плутона

- 1 Пм (петаметр) — 1× 1015 м

### 1 св. рік— 1000 св. років
≈ 9,46× 1015 м — 1× 1019 м
- 50 000–100 000 а.о. = 7,5-15× 1015 м — розміри Хмари Оорта
- 1 св.р. (світловий рік) — 9,460 730 472 580 8× 1015 м
- 1 пк (парсек) ≈ 206 264,806 а.о. ≈ 3,085678× 1016 м ≈ 3,261633 св.р.[15]
- 4.243 ± 0.002 св.р. ≈ 4,01× 1016 м — відстань до Проксими Центавра

- 1 Ем (ексаметр) — 1× 1018 м
- 433 св.р. = 4.1× 1018 м — відстань до Полярної Зорі[16]

### Більше 1000 св.років
> 1× 1019 м
- ≈ 1000 св.р. ≈ 1× 1019 м — товщина галактичного диску нашої галактики

- 1 Зм (зетаметр) — 1× 1021 м
- ≈ 100 000–120 000 св.р. ≈ 1× 1022 м — діаметр галактичного диску
- 2,52 млн.св.р. ≈ 2,28× 1022 м — відстань до галактики Андромеди
- 53,8 млн.св.р. ≈ 5,09× 1023 м — відстань до скупчення галактик у сузір'ї Діви

- 1 Йм (йотаметр) — 1× 1024 м
- 4 млрд. св.р. ≈ 4× 1025 м — розміри Велетенської групи квазарів
- 6-10 млрд. св.р. ≈ 1× 1026 м — розміри Великої стіни Геркулес-Північна Корона, велетенської стіни із галактик, найбільшої і наймасивнішої відомої (на стан 2014 роком) структури у Всесвіті
- 46 млрд.св.р. = 4,4× 1026 м — приблизний радіус видимого Всесвіту